# Цянь, Шу
Шу Цянь (англ. Shu Chien, кит. трад. 錢煦, пиньинь Qián Xù, палл. Цянь Сюй; род. 23 июня 1931 года, Пекин) — американский учёный-биоинженер китайского происхождения. Член Национальных Академии наук (2005), Медицинской академии (1994) и Инженерной академии (1997) США, Академии Синика (1976), иностранный член Китайской АН (2006).
Удостоен Национальной научной медали (2010).
С 2002 года университетский профессор Калифорнийского университета и одновременно с 2006 года именной профессор биоинженерии Калифорнийского университета в Сан-Диего. Также с 2004 года директор Калифорнийского института биоинженерии и одновременно с 2008 года директор Института инженерии в медицине Калифорнийского университета в Сан-Диего.
С 1988 года профессор биоинженерии и медицины Калифорнийского университета в Сан-Диего, где также в 1991—2008 гг. директор института биомедицинской инженерии, а в 1994—1999 и 2002—2005 гг. заведующий кафедрой биоинженерии.
Окончил медицинский колледж Национального университета Тайваня, где учился в 1949-53 гг., со степенью доктора медицины (M.D.). Степень доктора философии (Ph.D.) по физиологии получил в Колумбийском университете после обучения в 1954-57 гг.
Член Американской академии искусств и наук (2006). 
Отмечен Наградой основателей Национальной инженерной академии (2006) и медалью Ревелла Калифорнийского университета в Сан-Диего (2014).
Почётный доктор Национального университета Тайваня (2006), почётный профессор Шанхайского университета транспорта (2006) и тайваньского Китайского медицинского университета (2007).
Автор более 500 научных работ и 12 книг.
Натурализовавшийся гражданин США с 1971 года.
Женился в 1957 году, две дочери.